# Coloração de Mallory
A coloração de Mallory para Actinomyces, é uma técnica de coloração usando hematoxilina em mordente de alumínio, seguida por eosina, imersão em corante violeta cristal de Ehrlich, e solução de iodo de Weigert. Foi desenvolvida pelo patologista estadunidense Frank Burr Mallory (1862-1941).
Nesta técnica de coloração, micelas colorem-se de azul e vesículas colorem-se de vermelho.
Para hemofucsina, seções são coloridas sequencialmente em hematoxilina em mordente de alumínio e soluções básicas. O pigmento como lipofuscina e ceróide colorem-se de vermelho brilhante, o núcleo de azul, enquanto a melanina e a hemosiderina mostram-se sem coloração em seus castanhos naturais.
O corante triplo de Mallory é uma solução corante para o estudo de tecido conjuntivo, contendo os corantes fucsina ácida, azul anilina (azul de metila), orange G e acrescido do ácido fosfotungstico em sua composição.
Colore as fibras de colágeno de azul, fibroglia, neuroglia e fibras musculares de vermelho, e fibras de elastina de rosa ou amarelo.
Também é chamado de corante de azul anilina de Mallory ou corante de Mallory triplo.

## Formulação
ATENÇÃOEsta formulação ainda carece de revisão.
A formulação do corante triplo de Mallory é a seguinte, compondo-se de três soluções separadas:
1. Primeira solução corante
Fucsina ácida a 1% aq..
2. Solução diferenciadora e moderadora
Ácido fosfotungstico 1% aq..
3. Segunda solução corante
3.1. Dissolve-se 0.5 g de azul de metila em 100ml de água destilada.
3.2. Dissolve-se 2.0 g de orange g na solução do passo 3.1.
3.3. Dissolve-se 2.0 g de ácido oxálico na solução do passo 3.2.